# أتسوشي إيدا
أتسوشي إيدا (باليابانية: 伊田篤史؛ بالكانا: いだ あつし) هو لاعب غو محترف ‏ ياباني، ولد في 15 مارس 1994 في سوزوكا في اليابان.